# Mykilśke (obwód doniecki)
Mykilśke (ukr.Микільське) – osiedle typu miejskiego w obwodzie donieckim na Ukrainie.
Miasto leży na południu obwodu, 25 km od Mariupola. W 2001 roku liczyło 8819 mieszkańców.